# شيما إيواشيتا
شيما إيواشيتا (باليابانية: 岩下志麻) هي ممثلة يابانية، ولدت في 3 يناير 1941 بطوكيو في اليابان.

## أعمال

### أفلام
- هاراكيري (1962)
- هيميكو (1974)

## وصلات خارجية
- شيما إيواشيتا على موقع IMDb (الإنجليزية)
- شيما إيواشيتا على موقع روتن توميتوز (الإنجليزية)
- شيما إيواشيتا على موقع ألو سيني (الفرنسية)
- شيما إيواشيتا على موقع أول موفي (الإنجليزية)
- شيما إيواشيتا على موقع قاعدة بيانات الأفلام السويدية (السويدية)
- شيما إيواشيتا على موقع قاعدة بيانات الفيلم (الإنجليزية)
- شيما إيواشيتا على موقع كينوبويسك (الروسية)